# Белогубы (Семёновский район)
Белогубы (укр. Білогуби) — село,
Василевский сельский совет,
Семёновский район,
Полтавская область,
Украина.
Код КОАТУУ — 5324580802. Население по переписи 2001 года составляло 43 человека.

## Географическое положение
Село Белогубы находится на правом берегу реки Хорол,
выше по течению на расстоянии в 1,5 км расположено село Василевка,
ниже по течению на расстоянии в 4 км расположено село Подол,
на противоположном берегу — село Заичинцы.
Река в этом месте извилистая, образует лиманы, старицы и заболоченные озёра.
Вдоль русла проведено несколько ирригационных каналов.

## История
Село указано на специальной карте Западной части России Шуберта 1826-1840 годов как хутор Белогубы 